# Dieter König (Motorbootsportler)

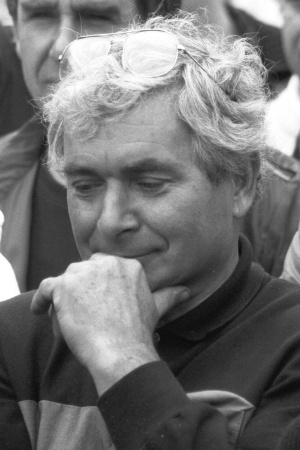
Dieter König 1985

Dieter König (* 19. Mai 1931 in Berlin; † 17. August 1991 ebenda) war ein Konstrukteur von Rennbootmotoren und ein Motorbootrennfahrer.

## Leben
Sein Vater Rudolf König hatte im Jahre 1927 den König Motorenbau in Berlin gegründet. Die ersten verkauften Motoren waren selbstentwickelte Seitenborder für Kleinboote. Sein Sohn Peter wurde ein erfolgreicher Rennfahrer. Er konnte das Unternehmen nach dem Tod von Dieter König nicht halten.
Dieter König lernte bei seinem Vater den Motorenbau. 1950 gewann er mit dem 500-cm³-Dreizylinder-Sternmotor sein erstes Motorbootrennen, 1955 seinen ersten Europameistertitel. 1956 nahm er an einer Motorbootweltmeisterschaft in den USA teil. Er war zwar der Schnellste, weil aber ein Stempel von der Abnahme fehlte, wurde er disqualifiziert.
Danach verlegte er sich mehr auf Konstruktion und Bau von Außenbordmotoren. Bei Tourenmotoren war er gegen die industrielle Fertigung der amerikanischen Firmen nicht erfolgreich, seine Rennmotoren hingegen holten einen Sieg nach dem anderen. Etwa 120 Weltmeistertitel und über 180 Europameistertitel – überwiegend in den Hubraumklassen 250, 350, 500 und 700 cm³ – wurden mit König-Motoren errungen. König-Bootsmotoren waren auch im Motorrad erfolgreich: Rolf Steinhausen/Sepp Huber gewannen mit einem Busch-König-Gespann 1975 und 1976 die Weltmeisterschaft.
1958 startete er mit einem selbstkonstruierten Tragschrauber an einem 75 Meter langen Schleppseil vom Berliner Wannsee. Dieter König konstruierte Flugmotoren wie den Dreizylinder-Zweitakt-Sternmotor SC 430. Bei einem Testflug mit dem Ultraleichtflugzeug „Quicksilver“ verunglückte er am 16. August 1991 und erlag einen Tag später seinen Verletzungen.

## Sportliche Erfolge
- 1955 Europameister Klasse OC in Starnberg[4]
- 1955 Weltrekord Klasse OC mit 118,48 km/h (fliegender Kilometer)
- 1957 Europameister Klasse OB in Hannover auf dem Maschsee
- 1958 Europameister Klasse OC in Lüttich, (BEL)
- 1960 Europameister Klasse OC: Serie mit Rennen in Gavirate, ITA und Dessau, DDR
- 1964 Weltmeister Klasse OC in Traben-Trarbach an der Mosel
- 1964 Weltrekord Klasse OD mit 171,88 km/h (fliegender Kilometer)
- 1966 Europameister Klasse C-Stock in Berlin-Tegel
- 1966 Deutscher Meister Klasse C-Stock
- 1968 Europameister Klasse CU in Makarska, CRO
- 1968 Europameister Klasse EU in Palamós, ESP
- 1969 Europameister Klasse EU in Famagusta, CYP
- 1977 Weltrekord Klasse OB mit 158,21 km/h (fliegender Kilometer)

O-Klassen = Rennboote mit Außenbordmotoren: OB bis 350 cm³, OC bis 500 cm³, OD bis 700 cm³

C-Stock = wie OC, aber Motor mit Normalbenzin, U-Klassen = Sportboote mit Serienmotoren: CU bis 500 cm³, EU bis 850 cm³,

### Besondere Ehrungen
- 1957 John Ward-Trophy[5]
- 1961 John Ward-Trophy[6]
- 1963 John Ward-Trophy
- 1965 Silbernes Lorbeerblatt als erster deutscher Motorbootrennfahrer

Die John Ward-Trophy wurde 1925 vom ersten Generalsekretär der U.I.M. gestiftet und ist einer Weltmeisterschaft in der 500-cm³-Rennbootklasse vergleichbar.